# 麻疹ワクチン
麻疹ワクチン（ましんワクチン）とは、麻疹の予防に効果的なワクチンである。空気感染し抗ウイルス薬のない麻疹に対する、唯一で実効的な予防法である。
麻疹は麻疹ワクチンによる予防接種が導入される1963年以前には数年に一度エピデミックが発生し、260万人もの命を奪う非常に危険な感染症であった。

## 概要
麻疹ワクチンの初回投与を、生後9か月の子供にした場合は85%の効果が診られ、生後12か月の子供にした場合は95%の効果が診られる。初回の投与で免疫が得られなかった場合、2度目の投与でほぼ全てのヒトに免疫がつく。このワクチンの投与率が人口の93%以上だと、一般的に麻疹は発生しないが、予防接種人口が減少すると再発生する。 
麻疹ワクチンは何年も有効性が持続し、時間経過による効果減少については不明確である。 麻疹ウイルスと接触した後からでも、数日以内にワクチンを投与すれば予防効果はみられる。
麻疹ワクチンは一般的に安全でありHIV感染症のヒトにも投与できる。ただしステロイド製剤や免疫抑制剤の投与を受けている者には禁忌である。重大な副作用としては、アナフィラキシー（0.1%未満、10万人に1人程度とも） 、血小板減少性紫斑病（100万人に1人程度）、急性散在性脳脊髄炎（頻度不明）、脳炎・脳症（100万人に1人未満）、熱性けいれん（0.1%未満、3000人に1人程度とも）がある。脳炎・脳症にはワクチン接種との因果関係が必ずしも明らかではない例も含まれる。ワクチン副作用による亜急性硬化性全脳炎（SSPE）は無い。
アナフィラキシー以外の症状は、麻疹に感染した場合にワクチン接種の場合より高確率で発症する症状であるため、リスクを比較するとワクチンを接種した方が有利とされる。軽い副作用としては、発熱（20％程度で37.5℃以上、10％未満で38.5℃以上）などの風邪様症状や、軽度の発疹（10%-20%）などがある。ギラン・バレー症候群、自閉症、炎症性腸疾患になる確率の上昇はみられない。
麻疹ワクチンは、他のワクチンと組み合わさったものがある。混合ワクチンは風疹ワクチンと合わせた麻疹・風疹混合ワクチン（MRワクチン）、麻疹・風疹・おたふくかぜワクチンを合わせた新三種混合ワクチン（MMRワクチン）がある。MMRワクチンは1971年から使われており、世界で普及していて、麻疹の単価ワクチンは大きく減少している。
日本では、MMRワクチンは1988年から1993年まで実施されていたが、2019年現在未承認である。2016年現在、日本では、MR（麻疹・風疹混合）ワクチンの定期接種を行っている。さらに2005年には、水疱瘡の予防に用いる水痘ワクチンと新三種混合ワクチンを合わせたMMRVワクチンがアメリカ合衆国でつくられた。日本では、2020年現在未承認である。
麻疹ワクチンは単独型、混合型ともに同様の効果がある。世界保健機構（WHO）は生後6か月から接種可能とし、麻疹の発症する地域では生後9か月の子供への接種を推奨している。麻疹が頻繁に発症しない地域では、成人同様の抗体獲得率が期待できる生後12-15か月の子供への予防接種が適切とされている。日本では1歳から接種されている。
麻疹ワクチンは 生ワクチンであり、麻疹ウイルスを弱めたものから作られる。ワクチンを溶液として保管すると不活化する可能性があるため、凍結乾燥したワクチン粉末を、ワクチン製造者がセットで提供する特定の液体（純水など）と接種直前に混ぜ合わせ、皮下注射または筋肉注射で投与する。ワクチンの効果は抗体検査によって確認できる。
2013年までに約85%の世界の子どもたちがワクチンの投与を受けている。2008年には少なくとも192カ国に2回の投与が提供された。麻疹ワクチンが最初に導入されたのは1963年である。麻疹ワクチンはWHO必須医薬品モデル・リストに記載されており、基礎的な医療制度で重要視されている医薬品である。2014年の発展途上国での麻疹ワクチンの価格は一投与につき約0.70米ドルである。